# Hamburger Chinesenviertel

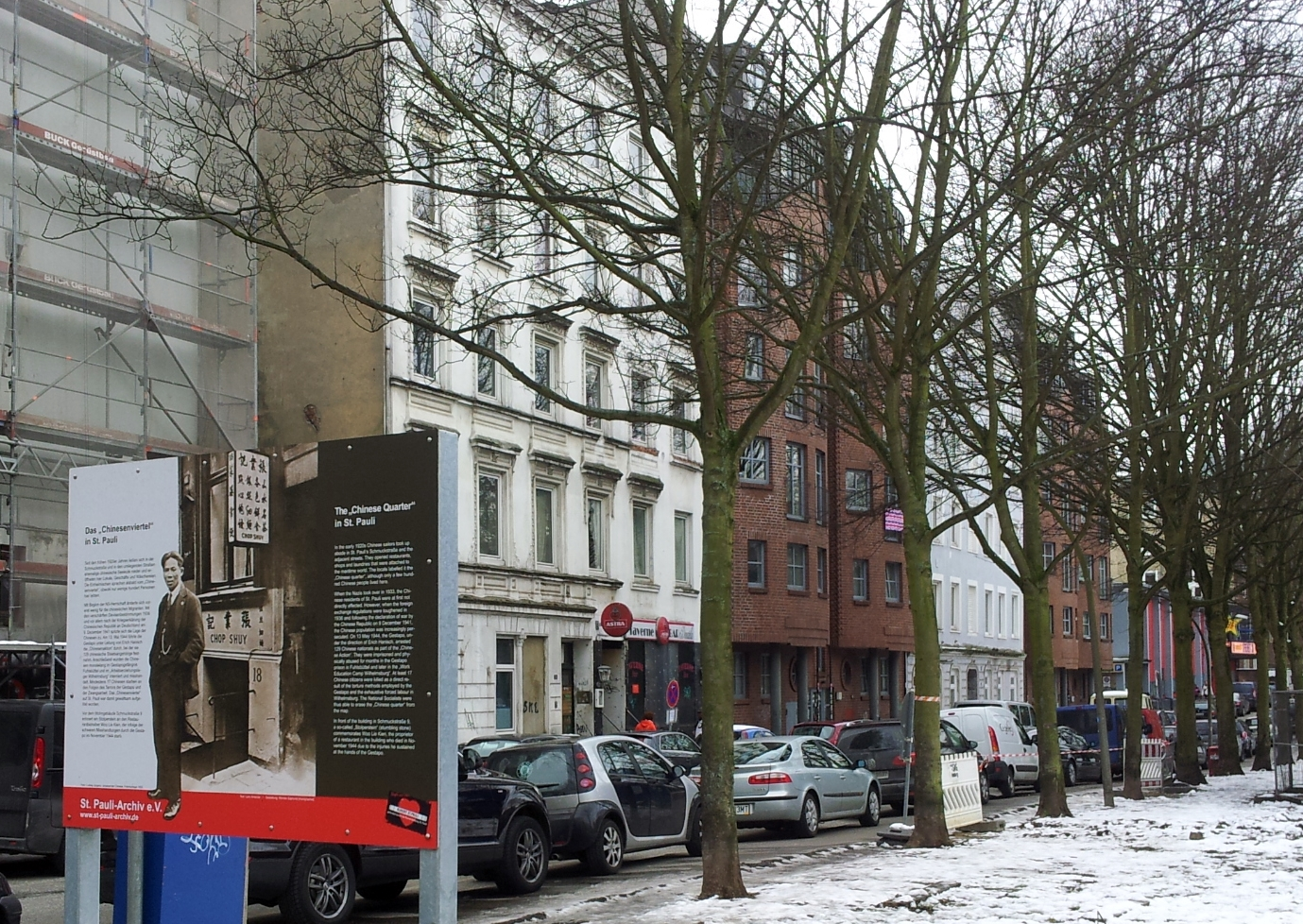
Schmuckstraße mit Gedenktafel, 2013

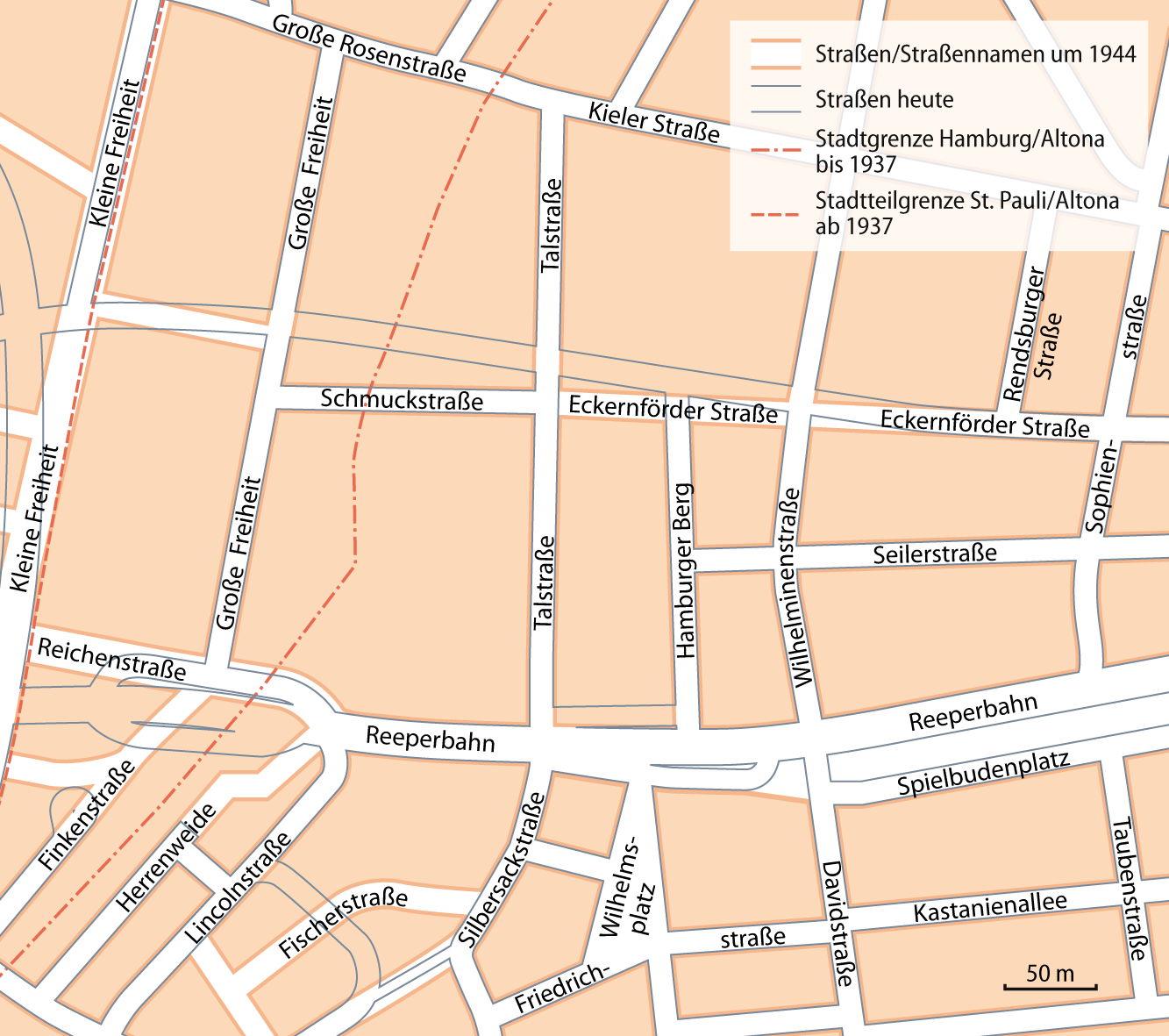
Situation rund um die Schmuckstraße um 1944

Das Hamburger Chinesenviertel, auch Chinesenkolonie oder Chinatown, war die Bezeichnung für ein kleines Quartier rund um die Schmuckstraße – westlich in die Große Freiheit und östlich in die Talstraße mündend – im Grenzgebiet zwischen St. Pauli und der bis 1938 eigenständigen Stadt Altona. Das Viertel wurde ab etwa 1890 verstärkt von chinesischen Seeleuten, Geschäftsleuten und Migranten belebt und 1944 durch die Nationalsozialisten mit Massenverhaftungen und Internierungen während einer sogenannten Chinesenaktion aufgelöst.

## Entstehung am Ende des 19. Jahrhunderts
Chinesen in Deutschland waren zahlenmäßig eine eher kleine Zuwanderergruppe, nach Hamburg kamen sie hauptsächlich über die Handelsschifffahrt. Als sich ab Mitte des 19. Jahrhunderts mit der Industrialisierung der Seefahrt und der Entwicklung der Dampfschiffe die Arbeitsbedingungen für Seeleute entscheidend veränderten, heuerten europäische Reedereien verstärkt fremdländische, unter anderem auch chinesische Arbeitskräfte an. Diese stammten in der Regel aus den Hafenstädten Guangzhou (Kanton) in der Provinz Guangdong und Ningbo in Zhejiang und wurden von der Hamburg-Amerikanischen Packetfahrt-Actien-Gesellschaft (HAPAG) und dem Norddeutschen Lloyd (NDL) in Hongkong und Shanghai vor allem als Heizer oder Trimmer eingesetzt. Es handelte sich dabei um Tätigkeiten, die auf den großen Schiffen schon allein wegen der Tiefe des Maschinenraums und der dortigen Hitzeentwicklung als die schwersten und belastendsten galten.
Sowohl ihre Arbeitgeber wie andere Mannschaftsmitglieder, aber auch die proletarischen Interessenvertretungen, brachten den sogenannten „farbigen Seemännern“ rassistische Klischees und Ressentiments auf verschiedenen Ebenen entgegen. So galten sie einerseits als Arbeiter „billig und willig“, andererseits wurde allein mit ihrer Anwesenheit oftmals das Bild der Gelben Gefahr heraufbeschworen.

„Mit großer Vorliebe engagiert ja jetzt der Lloyd chinesische Heizer und Kohlenzieher auf seinen Schiffen, weil diese ‚widerstandsfähiger gegen die Hitze‘ sein sollen, in Thatsache aber, wie wir schon mehrfach betonten, weil sie bedürfnisloser, also billiger und unterwürfiger sind.“

Die chinesischen Seeleute kamen in die europäischen Hafenstädte und blieben teilweise über längere Zeiträume, so auch in Hamburg. In dieser Zeit wandelte sich mit dem wachsenden Hafen die Bedeutung der einstigen Vorstadt St. Pauli, das Bild wurde neu geprägt von eben den fremden Seeleuten auf Landgang, denen man einen „Ort des Vergnügens, der Zerstreuung, der Leichtlebigkeit und – des Laster“ bot. Wie auch für Männer aus anderen Nationen entstand binnen einiger Jahre unter den Chinesen eine Infrastruktur, chinesische Schlafbaase sorgten für Übernachtungsplätze, Köche in Garküchen und Restaurants boten heimische Mahlzeiten, Schiffsausrüster verkauften speziellen Seemannsbedarf und unter Landsleuten wurden Dienstleistungen, Vergnügen und Kredite vermittelt.
Andere Migranten aus China, die sich am Anfang des 20. Jahrhunderts in Hamburg zeitweise niederließen, waren Kleinhändler, die insbesondere Porzellanwaren auf Märkten und an Haustüren anboten. Sie stammten meist aus der Gegend von Qingtian und sprachen im Gegensatz zu dem Kantonesisch der Seeleute im Wu-Dialekt. Abwertend wurden sie oft Kofferchinesen genannt.

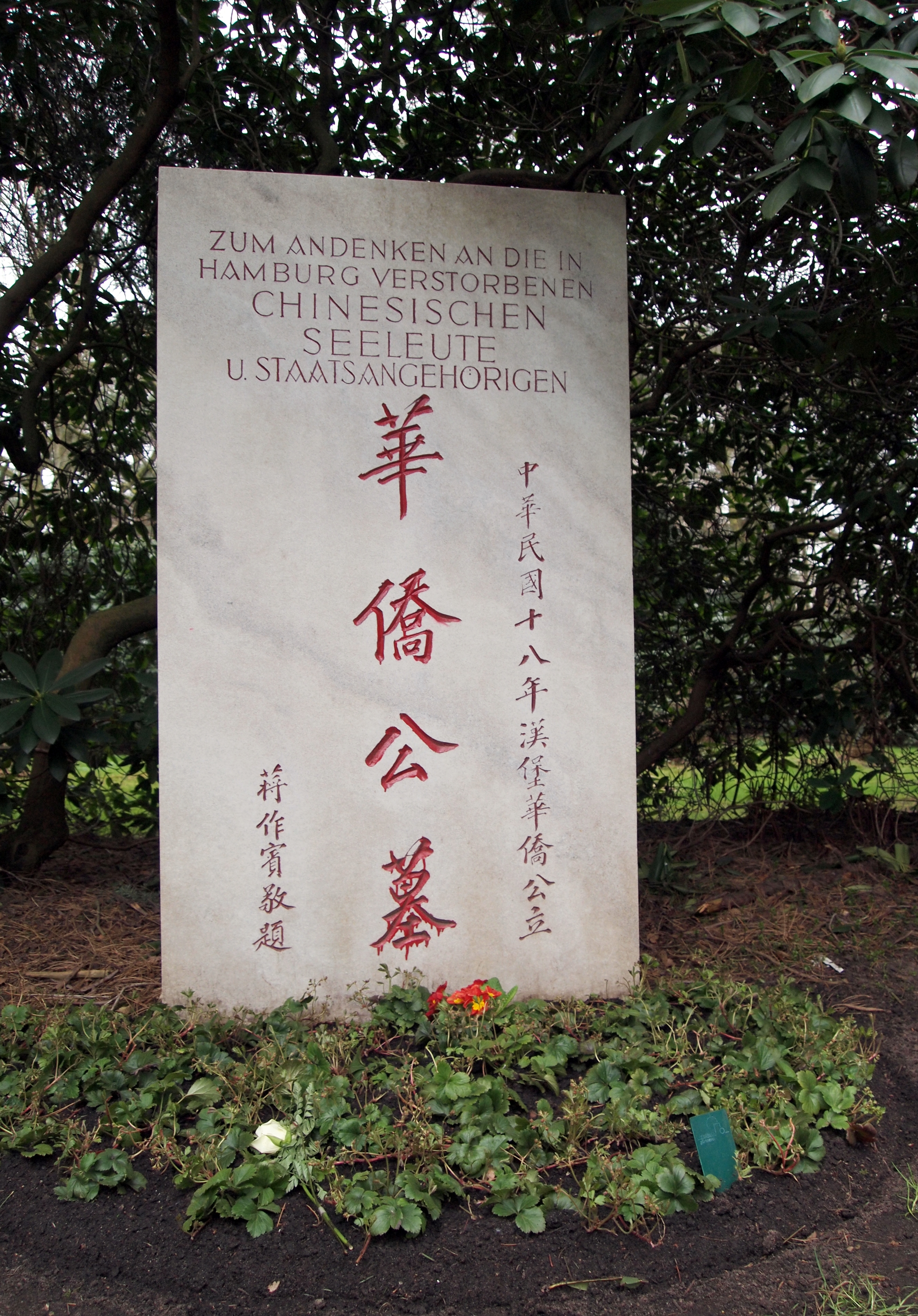
Gedenkstein für in Hamburg gestorbene chinesische Seeleute und Staatsangehörige auf dem Ohlsdorfer Friedhof

Auch wenn die Hamburgische Chinatown im Vergleich mit denen von New York oder San Francisco nur sehr bescheidene Ausmaße hatte, wurde ab Anfang der 1920er Jahre dennoch in der Öffentlichkeit ein Chinesenviertel in St. Pauli wahrgenommen, insbesondere rund um die Schmuckstraße direkt an der Grenze zu Altona. Einen gewissen Schutz genossen die wenigen hundert Menschen durch die chinesische Gesandtschaft in Berlin und das Auswärtige Amt, da die sich entwickelnden und mit einem Handelsvertrag von 1921 stabilisierenden wirtschaftlichen Beziehungen zur Chinesischen Republik nicht durch die Diskriminierung chinesischer Staatsangehöriger getrübt werden sollten.

## Mediales Interesse in den 1920er Jahren
In den 1920er Jahren betrieben chinesische Inhaber auf St. Pauli mehrere Lokale, Garküchen und Läden, wie das chinesische Restaurant Chop Shuy in der Schmuckstraße 18 oder den Zigarrenladen von Ah Wan im Erdgeschoss der Schmuckstraße 7. In der angrenzenden Großen Freiheit waren das Tanzlokal Neu-China und das Café- und Ballhaus Cheong Shing beliebte Treffpunkte, sowohl für die in Hamburg lebenden Chinesen wie die einheimischen St. Paulianer und Altonaer, sie wurden mit ihrer Mischung aus asiatischer Esskultur und westlicher Unterhaltung überregional bekannt. Die Atmosphäre fand 1927 Eingang in einen Artikel von Kurt Tucholsky:

„Im chinesischen Restaurant sangen sie beim Tanzen, die ganze Belegschaft, einstimmig und brausend.“

In Polizeiberichten wie in Presseveröffentlichungen ist deutlich die Spannung zwischen Kriminalisierung des Fremden und Inszenierung exotischen Flairs formuliert. So wurde einerseits die chinesische Migration als „Landplage“ bezeichnet, eine sanitäre Gefährdung für die Hamburger Bevölkerung beschworen und eine notorische Kriminalität unterstellt, die vor allem im Schmuggel von Opium und der Einrichtung von Opiumhöhlen, dem Betreiben von Glücksspiel und der Unterhaltung eines geheimen Tunnelsystems unter dem Stadtteil bestehen sollte. Beispielsweise fand am 4. August 1921 in der Hafenstraße 126 und am Pinnasberg 77 eine Razzia statt, dabei flog eine „als Wäscherei und Gemüsegeschäft getarnte Opiumhöhle“ auf, 50 Personen – Chinesen, Japaner und Deutsche – wurden festgenommen. Im Oktober 1922 fand man bei einer Durchsuchung der Kellerkneipe in der Schmuckstraße 7 Opium und Waffen. Diese Kellerkneipe fand auch in den folgenden Jahren mehrfach Erwähnung. Sie soll aus zwölf verschachtelten Räumen bestanden haben, in denen Opium geraucht und ein Spielsalon betrieben wurde. In der Silvesternacht zum Neujahrstag 1925 wurde hier ein Mann namens Wong Chu ermordet, der Kriminalfall erregte gerade wegen des Milieus große Aufmerksamkeit, konnte aber nicht aufgeklärt werden. Erwähnenswert ist zudem der Fall Langemaack: im Jahr 1926 wurde öffentlich, dass die Polizei in St. Pauli in Drogengeschäfte mit Chinesen verwickelt war.
Andererseits beschrieben Autoren das „nicht zu fassende Geheimnisvolle“, das zugleich die Attraktion und das Ambiente des Stadtteils St. Pauli unterstrich, so zum Beispiel in einem Essay des Lokaldichters Ludwig Jürgens:

„St. Pauli’s China hat noch keinem Gast ein Leid angetan, Ruhe, Friede und ein ewiges Lächeln ist sein Gesicht. Ob es aber auch seine Wahrheit ist, kann niemand sagen. Haus bei Haus in der Schmuckstraße ist von der gelben Rasse bewohnt, jedes Kellerloch hat neben oder über dem Eingang seine seltsamen Schriftzeichen. Die Fenster sind dicht verhängt über schmale Lichtritzen huschen Schatten, kein Laut dringt nach außen. Alles trägt den Schleier eines großen Geheimnisses. […] Ob sie wirklich dem Opium frönen oder der zweiten großen Nationalleidenschaft, dem Glücksspiel, nachgehen, keiner vermag es zu sagen.“

Anfang der 1920er gründete Chen Jilin, ein Seemann, der 1915 aus Ningbo nach Hamburg gekommen war und nunmehr für den Norddeutschen Lloyd Seemänner in Arbeit vermittelte, einen Matrosenclub, aus dem später der Chinesische Verein in Hamburg hervorging. Dessen Gründung am 10. Oktober 1929 im Ballhaus Cheong Shing an der Großen Freiheit fand einige öffentliche Beachtung, insbesondere vor dem Hintergrund der wachsenden Bedeutung der Handelsbeziehungen des Deutschen Reichs zu China.

## Verfolgung während des Nationalsozialismus
Mit der Machtübergabe an die Nationalsozialisten verschärften sich ab 1933 auch die rassistischen Diskriminierungen gegenüber Chinesen. Seeleute wurden bei den großen Reedereien zunächst abgemustert, doch bei sinkenden Arbeitslosenzahlen ab 1935 wieder angeheuert. Ab 1936 war eine verschärfte Kontrolle und Überwachung der in Hamburg ansässigen Chinesen zu verzeichnen, sowohl durch die Gestapo als auch durch die Kriminalpolizei und die Zollfahndungsstelle, die bei den Straßenhändlern und Gastwirten Vergehen gegen die verschärften Bestimmungen der Devisenverordnung argwöhnten.

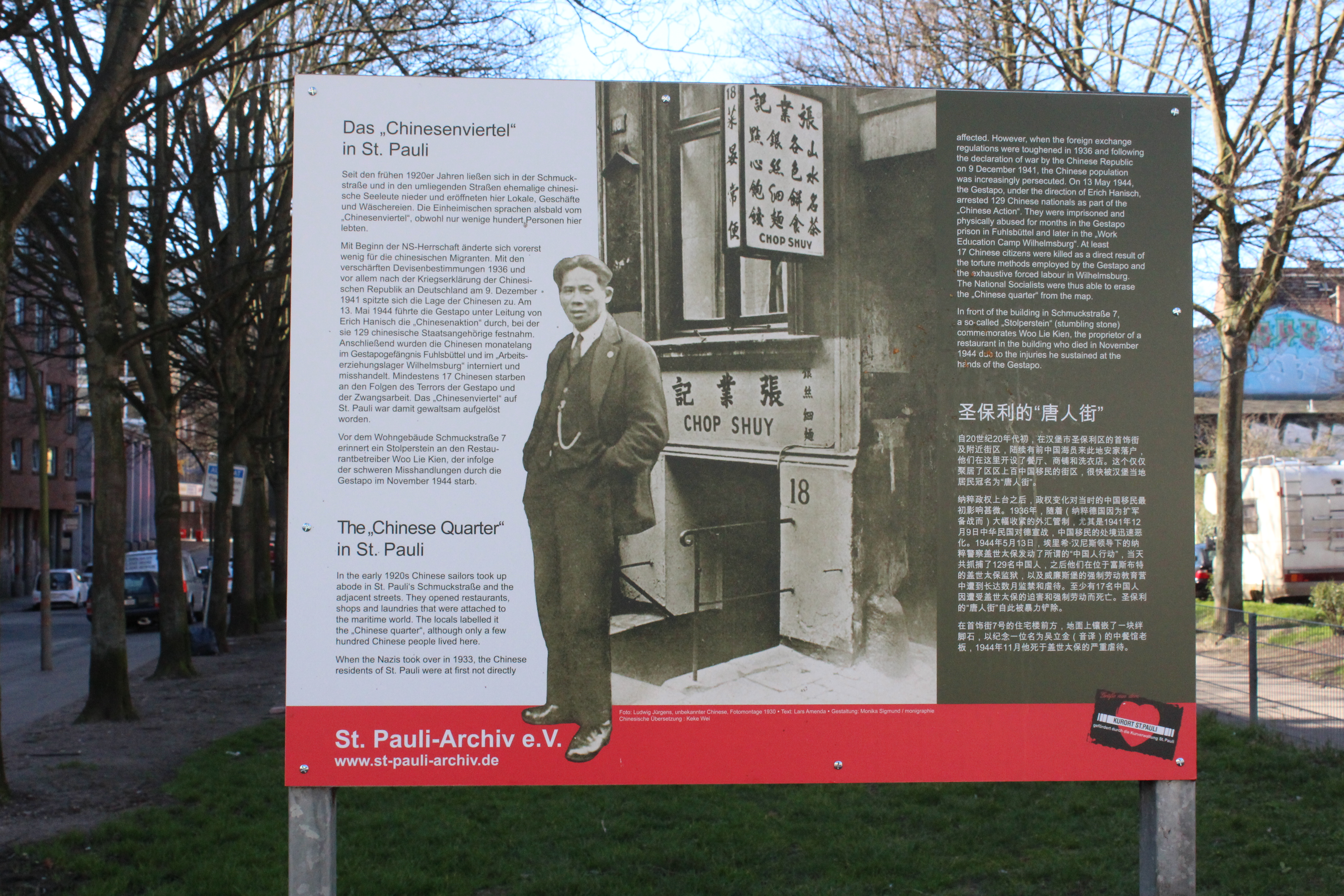
Gedenktafel für das Hamburger Chinesenviertel an der Schmuckstraße, Ecke Talstraße (2020)

Mit einem Erlass vom 25. Januar 1938 und der Einrichtung einer Zentralstelle für Chinesen unter Reinhard Heydrich in Berlin wurden die Hafenstädte Hamburg und Bremen darauf hingewiesen, dass gegen eine verstärkte Einwanderung von Chinesen „besonders scharf“ vorzugehen sei. Die rassenpolitische Ausrichtung trat deutlich in Punkt 12 des Erlasses zutage, nach dem „Chinesen, die mit deutschen Frauen zusammenleben oder mit ihnen uneheliche Kinder erzeugt haben“, die weitere Aufenthaltserlaubnis zu verweigern sei und sie aus dem Reichsgebiet auszuweisen seien. Konkrete Auswirkungen waren in der Folgezeit durch vermehrte Razzien im Hamburger Chinesenviertel zu spüren, so zum Beispiel am 13. Oktober 1938, als nach einer Durchsuchung von mehreren Wohnungen in der Schmuckstraße 69 Männer chinesischer Herkunft zum Gestapo-Hauptquartier gebracht wurden. Zehn von ihnen hatten keine gültigen Papiere, den anderen konnten keine Vergehen nachgewiesen werden.

### Im Zweiten Weltkrieg
Zu Beginn des Zweiten Weltkriegs hielten sich neben den Hamburger Chinesen auch etwa 100 chinesische Seeleute im Hamburger Hafen auf, die vorerst interniert wurden, aber noch im Herbst 1939 Deutschland Richtung China verlassen konnten. In der weiteren Entwicklung des Krieges erklärte China nach dem japanischen Angriff auf Pearl Harbor dem Deutschen Reich am 9. Dezember 1941 den Krieg. Für die nach wie vor in Deutschland ansässigen Chinesen bedeutete dies den Verlust des letzten diplomatischen Schutzes, der bis dato durch das Chinesische Generalkonsulat in Hamburg gegeben war. Betroffen waren auch kriegsgefangene chinesische Seeleute britischer Handelsschiffe, die von der deutschen Marine aufgebracht worden waren. Im Frühjahr 1942 wurden 165 Chinesen nach Hamburg zum Arbeitseinsatz überstellt, sie leisteten Zwangsarbeit in Wäschereien und in der Binnenschifffahrt. Viele von ihnen kamen in der Folgezeit bei ihren Landsleuten in St. Pauli und Umgebung unter, einigen gelang mit Hilfe des Deutschen Roten Kreuzes die Aus- und Heimreise.

### Chinesenaktion
Am 13. Mai 1944 organisierte die Gestapo unter der Bezeichnung Chinesenaktion eine großangelegte Razzia und Massenverhaftung. Kriminal- und Ordnungspolizei riegelten einige Straßen rund um das Chinesenviertel ab und verhafteten insgesamt 130 chinesische Männer sowie einige deutsche Frauen, die mit ihnen befreundet waren oder zusammenlebten. Der kollektive Vorwurf lautete Feindbegünstigung, da die Ausreise chinesischer Seeleute betrieben worden war und die nun Verhafteten gewusst hätten, dass die Ausgereisten wieder in englische Dienste treten würden. Sie wurden zunächst zur Davidwache, später zum Gestapo-Gefängnis Fuhlsbüttel gebracht. Dort kam es zu schweren Misshandlungen und Folterungen, die einige der Gefangenen nicht überlebten. 60 bis 80 Personen wurden im Herbst 1944 dann an das Arbeitserziehungslager Langer Morgen weitergeleitet, hier starben an den unmenschlichen Lagerbedingungen und an willkürlichen Misshandlungen nachweislich 17 Menschen, doch ist tatsächlich von einer wesentlich höheren Zahl von Toten auszugehen.
Andere Chinesen wurden nach mehreren Monaten im Gefängnis Fuhlsbüttel entlassen oder aber Zwangsarbeiterkolonnen zugewiesen, einige brachte man in das KZ Neuengamme. Die mit Chinesen befreundeten oder liierten Frauen wurden als Chinesen-Dirnen beschimpft, als Prostituierte stigmatisiert und als „geschlechtskrank“ in Anstalten und Konzentrationslager eingewiesen. Die meisten Namen der Opfer und auch deren Zahl blieben unbekannt.

## Nachklang

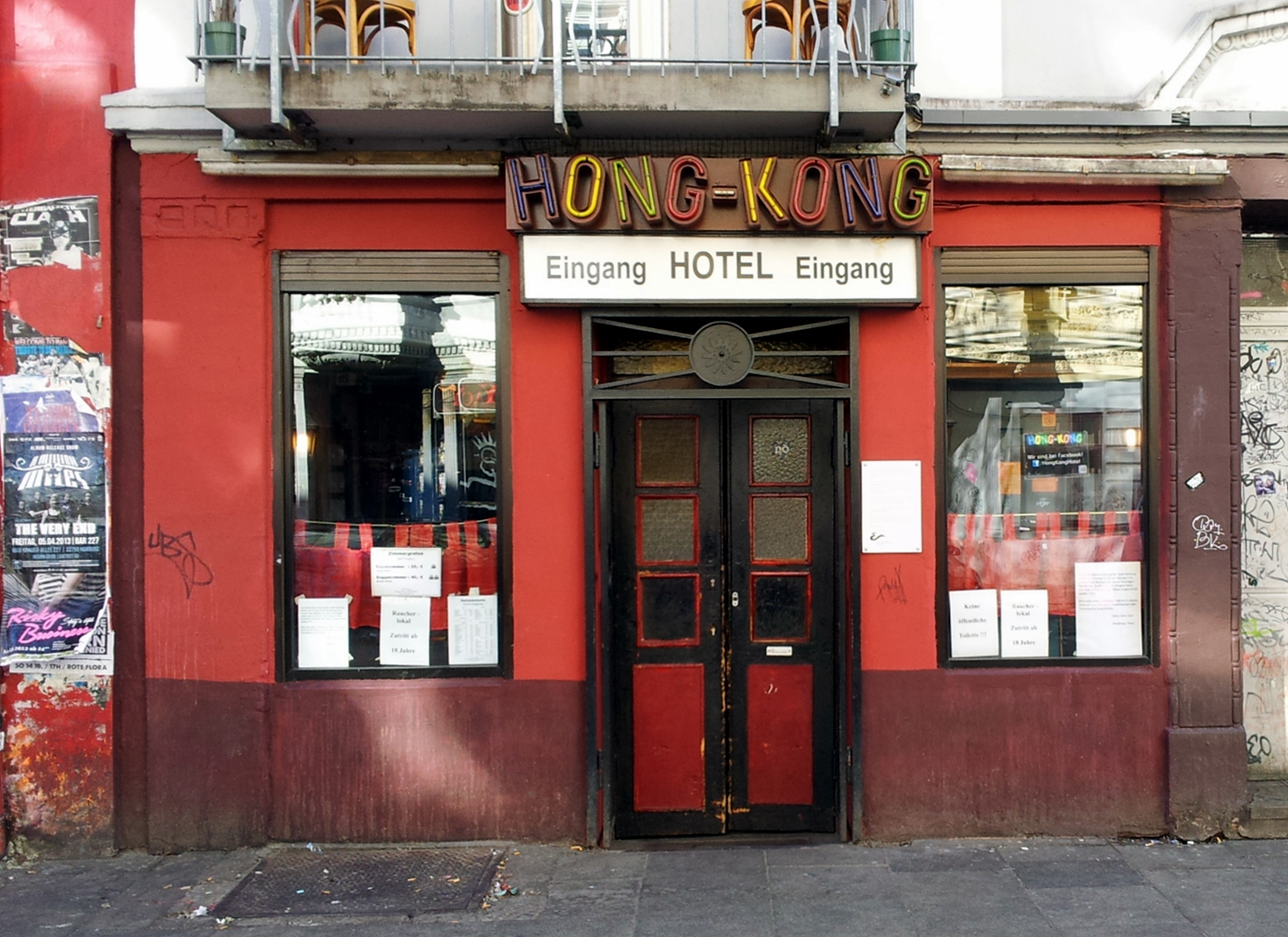
Hongkong-Bar am Hamburger Berg

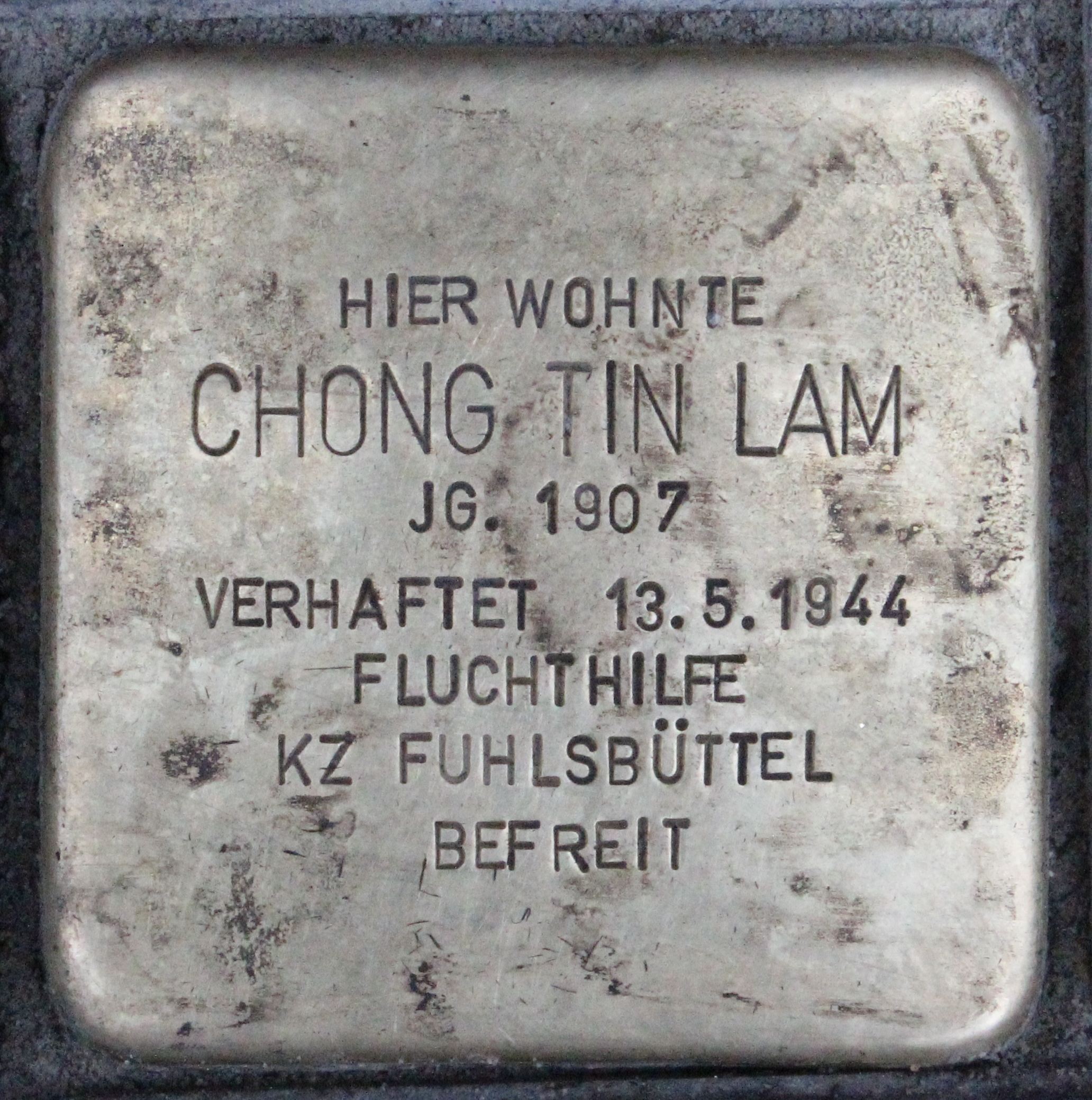
Stolperstein für Chong Tin Lam, Hamburger Berg 14

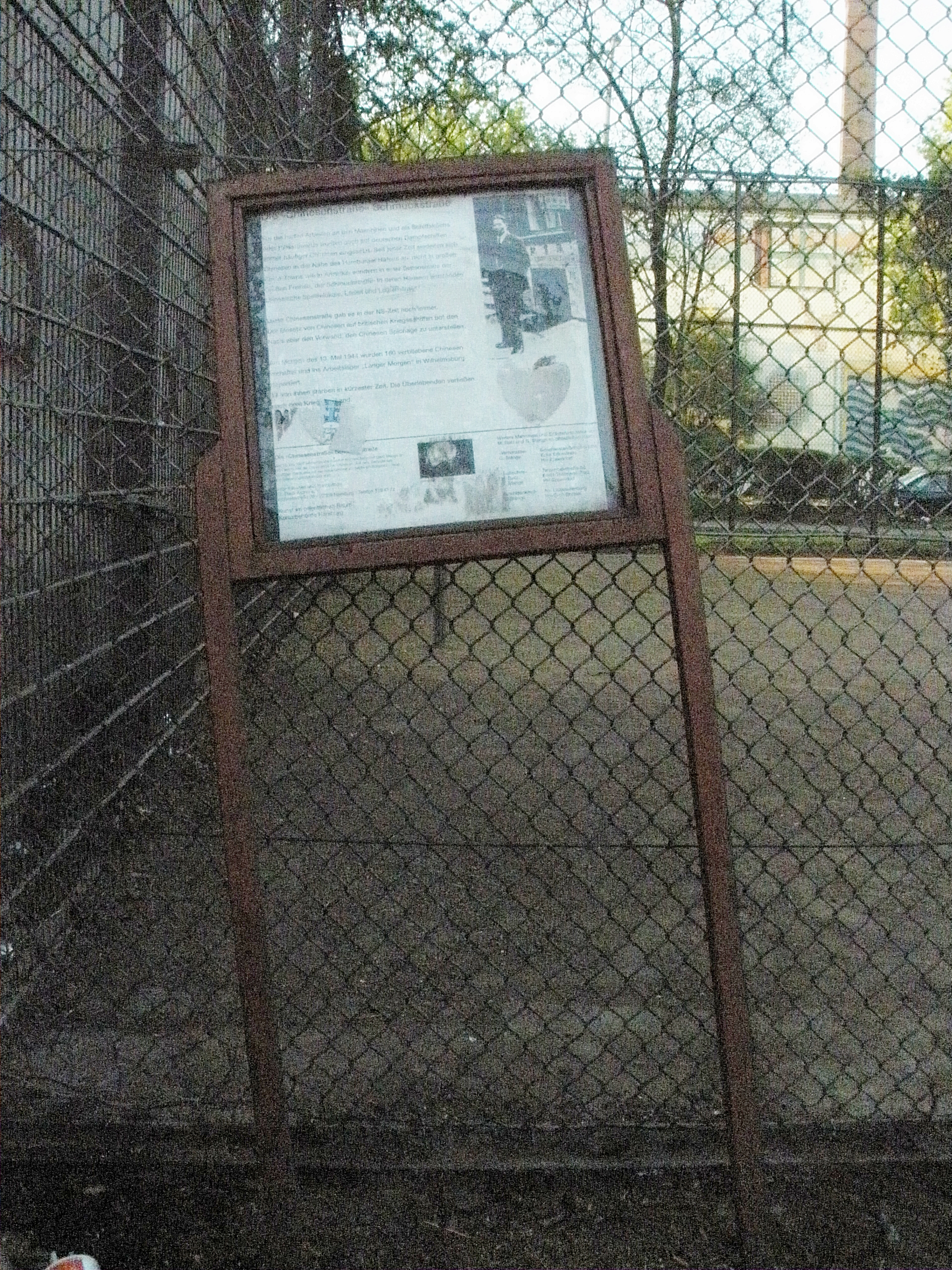
Alte Erinnerungstafel vor dem Bolzplatz Schmuckstraße, 2011

Als Relikt des Chinesenviertels gilt die „Hongkong-Bar“ am Hamburger Berg, die von Chong Tin Lam (1907–1983), der 1926 als Schiffskoch nach St. Pauli gekommenen war, 1938 als China-Restaurant eröffnet wurde. Auch Chong wurde bei der Chinesenaktion am 13. Mai 1944 von der Gestapo verhaftet und ein Jahr in verschiedenen Lagern misshandelt und gefoltert. Seine Lebensgefährtin Lina Donatius und seine 1942 geborene Tochter Marietta Solty waren als Angehörige ebenfalls von der Chinesenaktion betroffen, eine Wiedergutmachung wurde seitens der Behörden nach dem Krieg abgelehnt.
Nach dem Zweiten Weltkrieg führte Chong die Gaststätte zunächst als „Hongkong-Restaurant“ weiter, benannt nach seiner Heimstadt und ergänzte dies durch einen Hotelbetrieb. Von 1983 bis zu ihrem Tod 2021 betrieb die Tochter Marietta Solty die Bar und das zugehörige Hotel. Im Jahr 2009 entstand der Dokumentarfilm Fremde Heimat, der die Geschichte des Hamburger Chinesenviertels und das Schicksal von Chong Tin Lam rund um die Hongkong-Bar thematisiert. Im Jahr 2019 verlegte der Künstler Gunter Demnig vor der Bar einen Stolperstein für Chong Tin Lam.
Vor der Schmuckstraße 7 wurde für den Gastwirt Woo Lie Kien (1885–1944) ebenfalls ein Stolperstein verlegt. Er war bei der Chinesenaktion verhaftet und in Fuhlsbüttel misshandelt worden, so dass er am 23. November 1944 im Krankenhaus Barmbek starb.
1996 installierten die Künstler Gerd Stange und Michael Batz in der Schmuckstraße eine Erinnerungstafel, die auf das Chinesenviertel und dessen Ende durch die Chinesenaktion hinwies. Im September 2012 ersetzte das St.-Pauli-Archiv das über die Jahre marode gewordene Schild durch eine Tafel am Grünstreifen der Schmuckstraße Ecke Talstraße.